# 大分県道626号中村鬼瀬停車場線
大分県道626号中村鬼瀬停車場線（おおいたけんどう626ごう なかむらおにがせていしゃじょうせん）は、大分県由布市挾間町小野から同市挾間町鬼瀬に所在の鬼瀬駅に至る一般県道である。

## 概要
全線が由布市挾間町にあり、大分県道618号龍原挾間線から分岐し、途中国道210号と重複し、久大本線 鬼瀬駅で終点となる。

### 路線データ
- 起点 : 大分県由布市挾間町大字中村[1][注釈 1][2][3]（大分県道618号龍原挾間線交点）
- 終点 : 鬼瀬停車場[4]

## 歴史
- 1959年（昭和34年）3月31日 - 大分県告示第374号により、県道中村鬼瀬停車場として路線認定される（当時の整理番号は106）[5][出典無効]。
- 1973年（昭和48年）4月2日 - 大分県が中村鬼瀬停車場線（大分郡挾間町[注釈 2]大字中村 - 鬼瀬停車場、整理番号626）として県道路線認定[4]。

## 路線状況

### 重複区間
- 国道210号（由布市挾間町鬼瀬）

## 地理

### 通過する自治体
- 大分県
  - 由布市

### 交差する道路
| 交差する道路            | 交差する場所 | 交差する場所 |
| ----------------------- | ------------ | ------------ |
| 大分県道618号龍原挾間線 | 挾間町小野   | 起点         |
| 国道210号 重複区間起点  | 挾間町鬼瀬   |              |
| 国道210号 重複区間終点  | 挾間町鬼瀬   |              |

### 沿線
- 谷簡易郵便局
- 大将軍公園
- 大将軍神社
- 九州電力 篠原水力発電所
- 篠原温泉（挾間温泉）
- 大分川
- 久大本線
- 鬼瀬駅